# 多倫多群島
多倫多群島（英語：Toronto Islands）是加拿大安大略省多倫多市轄下一系列小島，座落安大略湖，隔著多倫多港與多倫多市中心對望，並依靠渡輪與市中心相連。多倫多群島是市内的熱門消閒地點，此外亦設有小型住宅社區，還是比利·畢曉普多倫多市機場（又稱多倫多島機場或多倫多市中心機場）所在。多倫多群島為一無車社區，但服務車輛則獲准在群島上行駛。據2011年加拿大人口普查所示，多倫多群島有657名居民。
群島的總面積約為325公頃（800英畝），當中最大的島嶼為呈新月狀的中央島（Centre Island）, 其東端和西端分別瀕臨通往多倫多内港的東西航道。阿爾岡昆島（Algonquin Island）和奧林匹克島（Olympic Island）則為另外兩個主島，當中前者主要為住宅區。沃德斯島（Ward's Island）實際上是中央島的東端，如阿爾岡昆島般是一個住宅區。中間島（Middle Island）為中央島公園（Centre Island Park）所在，因此常與中央島混淆，中央島亦因此偶然被稱為多倫多島（Toronto Island）。其他較小的島嶼包括樹林島（Forestry Island）、蛇島（Snake Island）、南島（South Island）以及皇家加拿大遊艇會島（RCYC Island）。
多倫多群島本為一條長9公里的沙咀。在尼亞加拉河河水的影響下，安大略湖在多倫多市對出一帶的水流以逆時針方向移動，把從士嘉堡懸崖（Scarborough Bluffs）剝落的石塊往西帶到多倫多港的南部，再沖積成一個沙咀。1852年一場風暴令沙咀的西部從大陸分隔，構成一個缺口；1858年另一場風暴令缺口進一步擴濶，自此稱為東部缺口（Eastern Gap），而缺口以西從大陸分隔的沙咀亦自此成為多倫多群島。

## 外部連結

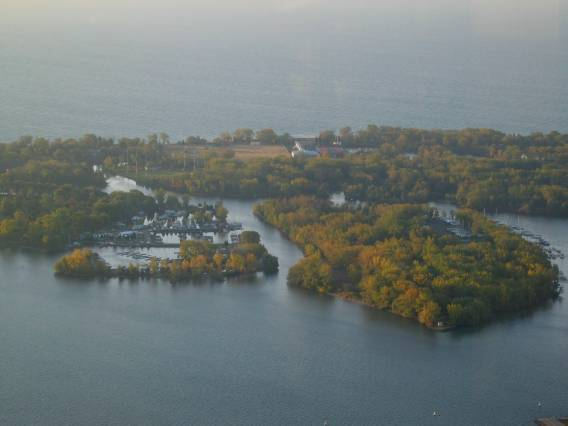
從西恩塔觀望多倫多群島

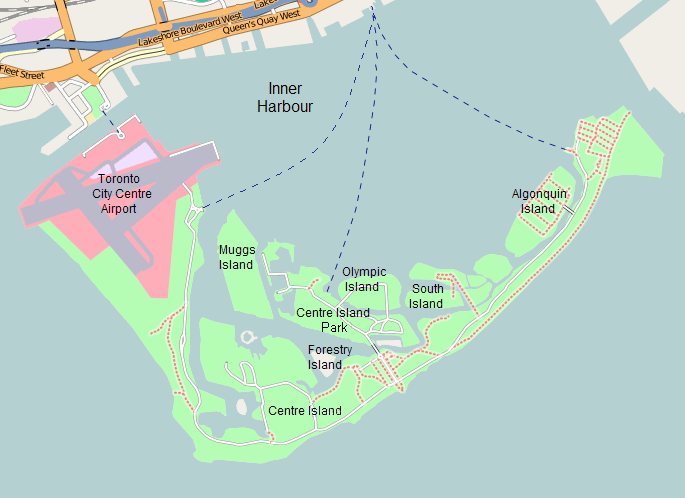
多倫多群島地圖

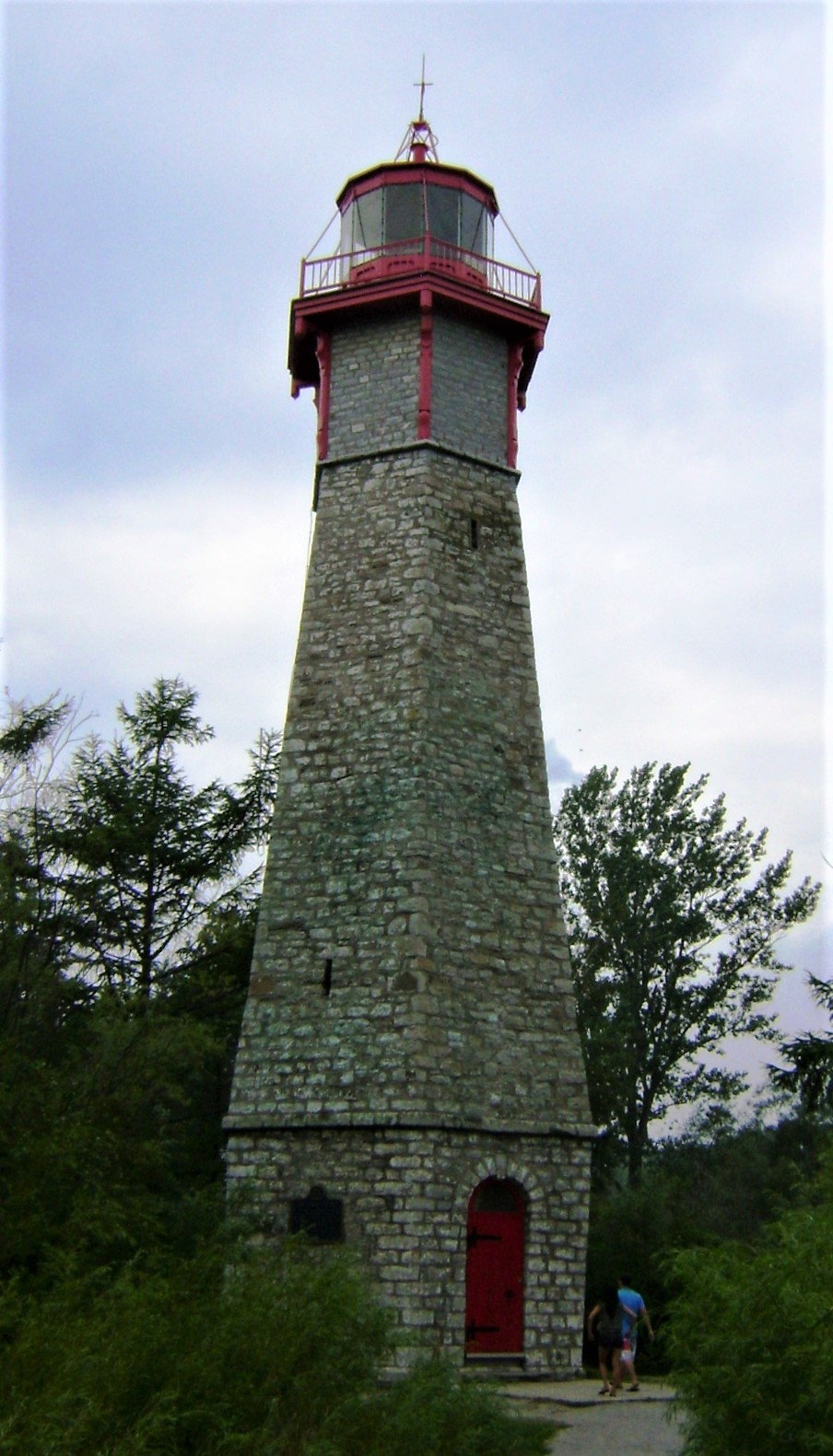
灯塔, 多倫多群島

- （英文）Parks, Forestry & Recreation: Toronto Islands （页面存档备份，存于）－多倫多市政府網站 多倫多群島頁面